# Moraea tortilis
Moraea tortilis är en irisväxtart som beskrevs av Peter Goldblatt. Moraea tortilis ingår i släktet Moraea och familjen irisväxter. Inga underarter finns listade i Catalogue of Life.